# シングルマン (映画)
『シングルマン』（A Single Man）は、2009年のアメリカ合衆国のドラマ映画。世界的なファッションデザイナーとして知られるトム・フォードの監督デビュー作。出演はコリン・ファースとジュリアン・ムーアなど。原作はクリストファー・イシャーウッドの同名小説。日本では2009年9月20日に第22回東京国際映画祭、2010年7月9日に第19回東京国際レズビアン&ゲイ映画祭で招待上映され、2010年10月2日より一般公開された。

## ストーリー
1962年のキューバ危機下にあったロサンゼルス。長年の同性愛の恋人だったジムを8か月前に交通事故で失い、生きる価値を見失っていたイギリス人の大学教授ジョージはピストル自殺を企てる。大学のデスクを片付け、弾丸を購入。「ネクタイはウィンザーノットで」と遺書をしたため、準備を進める。しかし、ジョージの教え子ケニーがジョージにゆっくりと近づいていく。

## キャスト
※括弧内は日本語吹替
- ジョージ・ファルコナー - コリン・ファース（内田直哉）
- シャーロット（チャーリー） - ジュリアン・ムーア（日野由利加）
- ケニー・ポッター - ニコラス・ホルト（羽多野渉）
- ジム - マシュー・グード（川中子雅人）
- カルロス - ジョン・コルタジャレナ（酒巻光宏）
- ストランク夫人 - ジニファー・グッドウィン
- ストランク氏 - テディ・シアーズ
- ジェニファー・ストランク - ライアン・シンプキンス（英語版）
- グラント - リー・ペイス
- 銀行員 - エリン・ダニエルズ
- ロイス - アリーン・ウェバー（英語版）
- 電話をかけてくるジムの従兄弟 - ジョン・ハム ※声の出演[4]

## エピソード
- トム・フォードが自身でデザインしてミラノで作らせたものは、ジョージ（コリン・ファース）とケニー（ニコラス・ホルト）の衣装のみであり、あとは衣装係のアリアンヌ・フィリップスが担当している[5]。
- ジョージの家は1948年にジョン・ロートナーによって建てられた実在する家であり、彼がフランク・ロイド・ライトの元から独立して初めて建てた家である[6]。
- 同じ1960年代を舞台としたドラマ『マッドメン』と同じプロダクションデザインチームが起用されている[7]。
- エンドロールの最後にて「For Richard Buckley（リチャード・バックリーへ捧ぐ）」と流れるが、これは監督であるトム・フォードの20年以上の長い恋人で「VOGUE HOMME international」の編集長であった（2005年に辞任）リチャード・バックリー（en:Richard Buckley）の事である。
- 映画に登場した犬（フォックステリア）は、トム・フォードとリチャード・バックリーが実際に2人の自宅で飼っている犬である[8]。

## 引用
- 『多くの夏を経て』 After Many a Summer Dies the Swan - オルダス・ハクスリーの小説。ジョージが課題図書として学生に読ませている本。
- 「ストーミー・ウェザー」 Stomy Weather - 1933年の楽曲。エタ・ジェームズが歌ったレコードをチャーリーが自宅でかける。
- 「グリーン・オニオン」 Green Onions - ブッカー・T&ザ・MG'sの1962年のヒット曲。ジョージとチャーリーがダンスをするレコード。
- 『サイコ』 - アルフレッド・ヒッチコック監督の1960年の映画。劇中に登場する街の壁に映画のワンシーンが描かれている。

## 評価

### 批評家の反応
トム・フォードは本作が初監督であったが、Rotten Tomatoesでは86％と非常に高い評価を得た。 

### 受賞・ノミネート
| 映画賞・映画祭                   | 部門                         | 候補                                | 結果       |
| -------------------------------- | ---------------------------- | ----------------------------------- | ---------- |
| アカデミー賞                     | 主演男優賞                   | コリン・ファース                    | ノミネート |
| ヴェネツィア国際映画祭           | 金獅子賞                     | トム・フォード                      | ノミネート |
| ヴェネツィア国際映画祭           | 男優賞                       | コリン・ファース                    | 受賞       |
| ヴェネツィア国際映画祭           | クィア・ライオン賞           | トム・フォード                      | 受賞       |
| ゴールデングローブ賞             | 主演男優賞（ドラマ部門）     | コリン・ファース                    | ノミネート |
| ゴールデングローブ賞             | 助演女優賞                   | ジュリアン・ムーア                  | ノミネート |
| ゴールデングローブ賞             | 作曲賞                       | アベル・コジェニオウスキ            | ノミネート |
| 英国アカデミー賞                 | 主演男優賞                   | コリン・ファース                    | 受賞       |
| サンフランシスコ映画批評家協会賞 | 主演男優賞                   | コリン・ファース                    | 受賞       |
| インディペンデント・スピリット賞 | 第1回作品賞                  | 第1回作品賞                         | ノミネート |
| インディペンデント・スピリット賞 | 第1回脚本賞                  | トム・フォード デヴィッド・スケアス | ノミネート |
| インディペンデント・スピリット賞 | 主演男優賞                   | コリン・ファース                    | ノミネート |
| クリティクス・チョイス・アワード | 主演男優賞                   | コリン・ファース                    | ノミネート |
| クリティクス・チョイス・アワード | 助演女優賞                   | ジュリアン・ムーア                  | ノミネート |
| クリティクス・チョイス・アワード | 脚色賞                       | トム・フォード デヴィッド・スケアス | ノミネート |
| クリティクス・チョイス・アワード | 美術賞                       | ダン・ビショップ                    | ノミネート |
| GLAADメディア賞                  | 最優秀映画賞（拡大公開部門） | 最優秀映画賞（拡大公開部門）        | 受賞       |